# TV de Mauritanie
 (décembre 2024).
 (décembre 2024).
La Télévision de Mauritanie (TVM) est la société publique officielle de radio et de télévision de la Mauritanie. Elle est membre associée de l'UER.

## Histoire
TVM, (Télévision mauritanienne) est devenue un établissement public à caractère industriel et commercial en 1990 après la séparation de la radio, puis après être transféré de l'état vers un établissement public à caractère administratif en 1991. Pour finalement accéder à son statut actuel d'une nature administrative qui vise à informer, divertir et éduquer le public.
TVM Télévision a commencé à émettre sur Arabsat depuis le mois d'Octobre 1992, pour une période de quatre heures et demie par jour, puis a augmenté d'une heure de diffusion quotidienne à 10 heures depuis Juin 1997.
Le canal TVM est la seule télévision qui est diffusée à l'intérieur du pays et officiellement autorisée jusqu'en 2011, lorsque la loi a été appliquée dans l'espace audio-visuel d'édition pour pouvoir canaux spéciaux de radiodiffusion de l'intérieur du pays.